# Xã Barton City, Quận Barton, Missouri
Xã Barton City (tiếng Anh: Barton City Township) là một xã thuộc quận Barton, tiểu bang Missouri, Hoa Kỳ. Năm 2010, dân số của xã này là 250 người.